# Detmold
Detmold (in basso tedesco Deppelt o Deppeln) è una città di 73 969 abitanti della Renania Settentrionale-Vestfalia, in Germania. È capoluogo del distretto governativo (Regierungsbezirk) omonimo, e del circondario (Kreis) della Lippe (targa LIP).
Detmold si fregia del titolo di "Grande città di circondario" (Große kreisangehörige Stadt). La cittadina si affaccia sulle rive della Werra, affluente del Weser, in una regione pittoresca, ricca di boschi. Fino al 1918 fu capitale del principato di Lippe, le cui antiche origini risalgono al secolo XII.